# Folkoperan

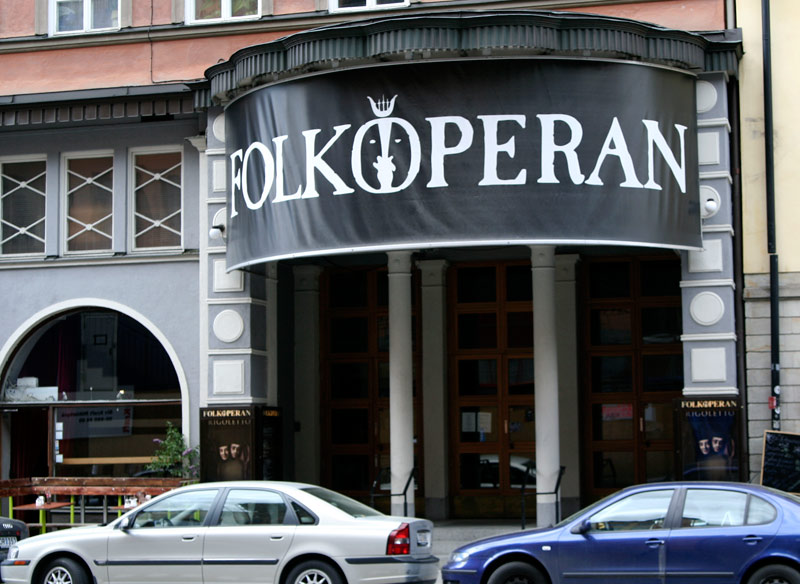
Folkoperan

Die Folkoperan (schwedisch) ist ein Opernhaus in Stockholm, das 1976 als Gegenstück zur dortigen Königlichen Oper (Kungliga Operan) gegründet wurde, um die Oper einer breiteren Öffentlichkeit zugänglich zu machen.
Das Opernhaus befindet sich seit 1984 an der Hornsgatan Nummer 72 in einem ehemaligen Kino. An diesem Ort gab es früher eine Halle.

## Geschichte
Claes Fellbom und Kerstin Nerbe arbeiteten bei einer Don Carlos-Produktion an der Opernschule in Stockholm erstmals zusammen. Fellbom war Regisseur für eine Szene in dieser Oper und Nerbe begleitete die Proben als Korrepetitorin am Klavier. Das spätere Ehepaar Fellbom und Nerbe gründete dann gemeinsam die Folkoperan als eine reisende Operntruppe.
Von 1980 bis 1984 wirkten sie in einem kleinen Filmtheater mit Platz für 170 Besucher. 1984 tauschten sie dieses Theater mit dem Gebäude auf der Hornsgatan. In diesem alten Kino gibt es Platz für mehr als 600 Besucher. Obwohl das Gebäude für die Folkoperan adaptiert wurde, gibt es zum Beispiel keine Hinter- und Seitenbühne sowie keinen Orchestergraben.